# 7ª Armata
Die 7ª Armata (deutsch 7. Armee) war eine Armee des italienischen Heeres im Ersten und Zweiten Weltkrieg.

## Geschichte
Im September 1917 wurde das III. Korps der 1. Armee, das zwischen dem Stilfser Joch und dem Gardasee stand, dem Oberkommando des Heeres direkt unterstellt. Für diesen westlichen Frontabschnitt entstand dann am 25. Februar 1918 in Brescia das neue Kommando der 7. Armee, das neben dem III. Korps auch das XXV. Korps übernahm. Im Juni 1918 wehrten Teile der 7. Armee am Tonalepass wenige Tage vor der zweiten Piaveschlacht einen österreichisch-ungarischen Entlastungsangriff ab (Unternehmen Lawine). Nach der Schlacht von Vittorio Veneto besetzten Teile der Armee Gebiete der heutigen Region Trentino-Südtirol. Die 7. Armee (auch Judikarien-Armee genannt) wurde am 18. November 1918 aufgelöst.
Eine erste Reaktivierung des Armeekommandos erfolgte von September bis Dezember 1939. Am 12. Juni 1940 wurde die 7. Armee im Nordwesten Italiens wieder aufgestellt und zusammen mit der 1. Armee und der 4. Armee der Armeegruppe West unterstellt. Während die beiden anderen Armeen an der Grenze zu Frankreich in den Westalpen standen, blieb die 7. mit ihrem VII. und VIII. Korps in Reserve. Als sich während des Westfeldzugs der deutsche Erfolg abzeichnete, gab Benito Mussolini am 10. Juni 1940 den Kriegseintritt Italiens  bekannt und befahl der Armeegruppe West am 21. Juni 1940 den Angriff auf Frankreich. Bereits am folgenden Tag unterzeichnete Frankreich den Waffenstillstand von Compiègne und am Abend des 24. Juni in Rom den Waffenstillstand mit Italien. Die 7. Armee nahm während der sogenannten Schlacht in den Westalpen an keinen Kampfhandlungen teil und wurde Ende Oktober 1940 wieder aufgelöst. Ende September 1941 folgte eine erneute Wiederaufstellung in Süditalien (ohne Sizilien), das die Armee gegen alliierte Landungen verteidigen sollte. Im April 1942 wurde die 7. Armee dem reaktivierten Armeegruppenkommando Süd unterstellt. Anfang September 1943 kämpften Verbände ihres XXXI. Korps in Kalabrien noch gegen die gelandeten Alliierten, insbesondere im Aspromonte. Nach der öffentlichen Bekanntgabe des Waffenstillstands von Cassibile am 8. September 1943 wurde die 7. Armee weitgehend von deutschen Verbänden entwaffnet, ein Teil verblieb unter alliierter Kontrolle. Die offizielle Auflösung der Armee erfolgte am 24. November 1943.

## Oberbefehlshaber
- Tenente Generale Giulio Cesare Tassoni (1918)

- Generale designato d’Armata Filiberto di Savoia-Genova (1940)
- Generale di Corpo d’Armata Francesco Zingales (1941–1942)
- Generale designato d’armata Adalberto di Savoia-Genova (1942–1943)
- Generale di Corpo d’Armata Mario Arisio (1943)

## Hauptquartier
- Brescia (1918)
- Asti (1940)
- Potenza (1943)
- Francavilla Fontana (1943)
- Monteroni di Lecce (1943)